# Grekland i olympiska sommarspelen 1908
Grekland deltog med 20 deltagare vid de olympiska sommarspelen 1908 i London. Totalt vann de fyra medaljer och slutade på femtonde plats i medaljligan.

## Medaljer

### Silver
- Konstantinos Tsiklitiras - Friidrott, stående längdhopp
- Konstantinos Tsiklitiras - Friidrott, stående höjdhopp
- Michalis Dorizas - Friidrott, spjutkastning fristil

### Brons
- Anastasios Metaxas  - Skytte, trap